# Кріль європейський
{{#ifeq:0|0|{{#if:|{{#if:Oryctolaguscuniculus|[[]}}|}}}}
Кріль європейський, кріль дикий, кріль, кролик, трусь (Oryctolagus cuniculus) — плацентарний ссавець, представник роду Кріль (Oryctolagus) з родини Зайцевих (Leporidae).

## Опис
Має довжину тулуба 35–50 см, вуха — 6–7 см. Вага від 1.5 до 2.5 кг (домашні кролі можуть бути більшими). У цієї тварини хутро бурувато-сіре з дрібним шриховим малюнком. Низ тулуба білий або з домішкою сіруватого тону. Хвіст короткий і сірий, а нижня сторона хвоста біла. Меланістичні екземпляри не є незвичайними.

## Розповсюдження

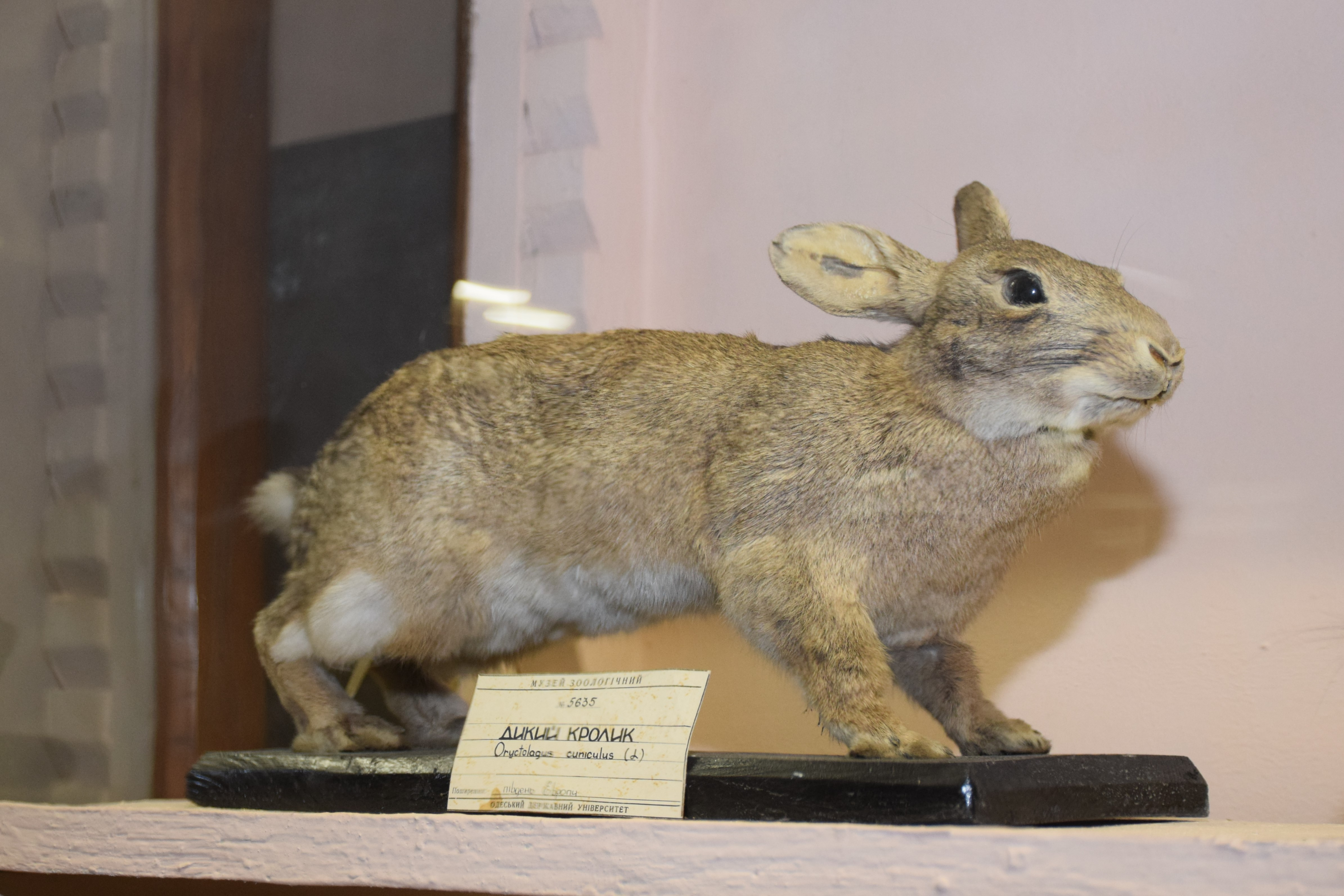
Кріль європейський в експозиції ЗМОУ. Типовий «дикий» окрас кроля.

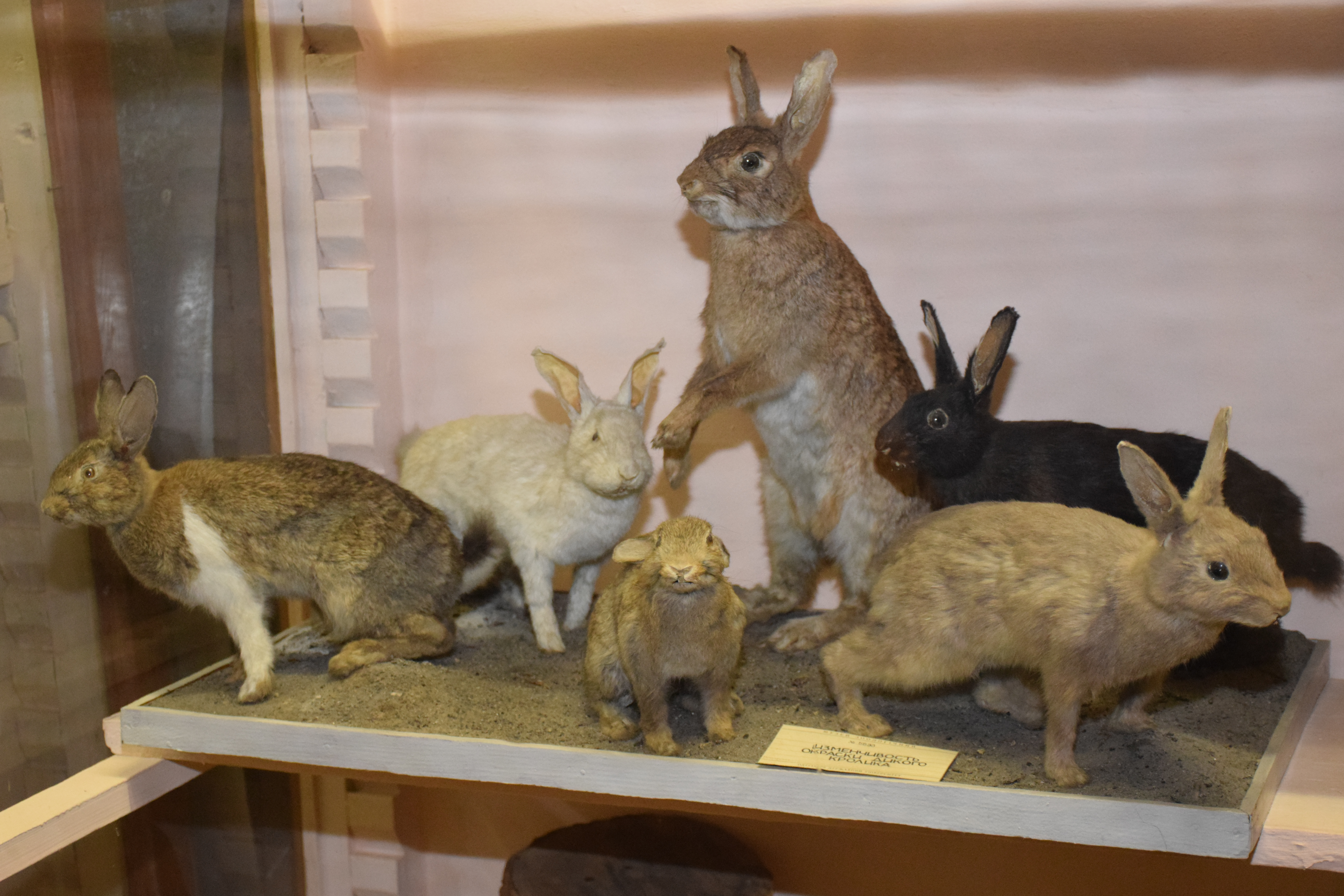
Група опудал з різними рідкісними варіантами забарвлення в колекції ЗМОУ.

Дикий кролик мешкає у Західній та Центральній Європі, Північній Африці. Акліматизовано в Австралії, Новій Зеландії, Північній та Південній Америці.
У XIX ст. дикого кролика завезено на південь України — в Одеську, Миколаївську та Херсонську області.

## Спосіб життя
Живе дикий кролик у невеличких лісах, чагарниках, відкритих просторах, садибах, парках, а також навіть у старих каменоломнях (в Україні). Дикий кролик риє нору, де мешкає з року в рік, створюючи нові ходи.
Активний більш за все в нічний час, хоча і вдень може харчуватися. Дикий кролик полігамний. Розмножується дуже швидко. Статева зрілість наступає менше ніж за рік, інколи в 5–6 місяців. В Україні дикий кролик розмножується з березня по вересень-жовтень. Приносить 3–4 виводки по 3–7 кроленят, за рік 1 самиця народжує 15–20 кроленят. У південній Європі дикий кролик розмножується з березня до жовтня. Приносить 3–5 виводків по 5–6 кроленят, максимально у посліді зафіксовано 12 тварин. Ще швидше процес розмноження відбувається в Австралії та Новій Зеландії. Тут дикий кролик розмножується майже весь рік, окрім середини літа (Австралія), або взимку (Нова Зеландія). У Новій Зеландії за рік народжується 20 кроленят, в Австралії — 40 кроленят.
Вагітність у дикого кролика триває 28–30 (інколи 40) днів. Молочне харчування кроленят триває близько місяця. У молодняка дикого кролика досить висока смертність — у перші 3 тижні гине близько 40% тварин. Особливо висока смертність у місцевостях з піщаним ґрунтом.
Тривалість життя дикого кролика сягає 5–6, інколи 10 років.

## Людина й дикий кролик
Кріль європейський — один з небагатьох видів ряду зайцевих, що був одомашнений. Людина вже багато століть займається розведенням кроликів. Також дикі форми кроля є об'єктом полювання.
Разом з тим швидке розповсюдження цієї тварини приносить значну шкоду. Особливо пасовищам, посівам. Саме з проблемою контролю над популяцією диких кроликів зіткнулися в Австралії. У 1840 році туди завезли з Європи 16 диких кроликів, а до початку XX ст. вони розплодилися настільки, що стали загрозою економіці країни. Сюди завозили їхніх природних ворогів — лисиць, горностаїв, ласок, тхорів, але це не допомогло. Після цього у 50-х роках XX ст. було вирішено застосувати вірус міксоми, який викликає спустошливу епізоотію — міксоматоз. Спочатку цей захід дав добрі результати — загинуло близько 90% тварин, проте вже у 60-ті роки дикий кролик зумів пристосуватися й практично відновити свою чисельність.